# لين هيرمان
لين هيرمان (بالإنجليزية: Lynn Herman)‏ هو سياسي أمريكي، ولد في 30 أكتوبر 1956 في الولايات المتحدة. حزبياً، نشط في الحزب الجمهوري. وقد انتخب عضو مجلس نواب بنسيلفانيا.